# Giuseppe Alaleona
Giuseppe Alaleona (Macerata, 20 mai 1670 - Padoue, 1749) est un juriste et poète italien.

## Biographie
Né à Macerata, le 20 mai 1670, fit de grands progrès dans les belles-lettres, dans l'étude des lois, et fut professeur en droit à Macerata même, lieutenant du gouverneur de cette ville, et auditeur de Rote à Pérouse.

## Œuvres
On a de lui, outre quelques traités de sa profession, une Lettre critique sur les Considérations du marquis Orsi, au sujet du livre français De la manière de bien penser dans les ouvrages d'esprit du p. Dominique Bouhours, ouvrage qui fut, en Italie, la cause d'une querelle littéraire assez vive. Le titre de cette lettre est singulier, et il faut, pour l'entendre, se rappeler la manie qu'avaient les académiciens de la Crusca, de se servir des termes de moulin, de son, de farine, enfin, de tout ce qui appartient à l'art du meunier. La lettre en question est intitulée : Vagliatura tra Bajone e Ciancione Mugnai della lettera toccante le considerazioni sulla maniera di ben pensare (1741), etc., c'est-à-dire criblure ou passage au crible entre les deux meuniers, Bajone et Ciancione, de la lettre touchant les considérations, etc. Les auteurs du Giornale de' letterati d'Italia, en annonçant cette critique dans le t. V de leur journal, en font beaucouo d'éloges ; ils disent que l'auteur, qui leur est inconnu, se montre doué d'un très bon goût, et qu'il traite les choses avec un style plein d'élégance, et un jugement exquis. Alaleona a laissé de plus quelques dissertations, des poésies, et d'autres opuscules, qui ont paru, soit séparément, soit dans divers recueils.